# Песковатка (Лискинский район)
Песковатка — село в Лискинском районе Воронежской области.
Входит в состав Среднеикорецкого сельского поселения.

## География

### Улицы
- ул. Комсомольская
- ул. Луговая
- ул. Мира
- ул. Свободы
- ул. Школьная